# پارک استانی غارهای دریاچه هورن

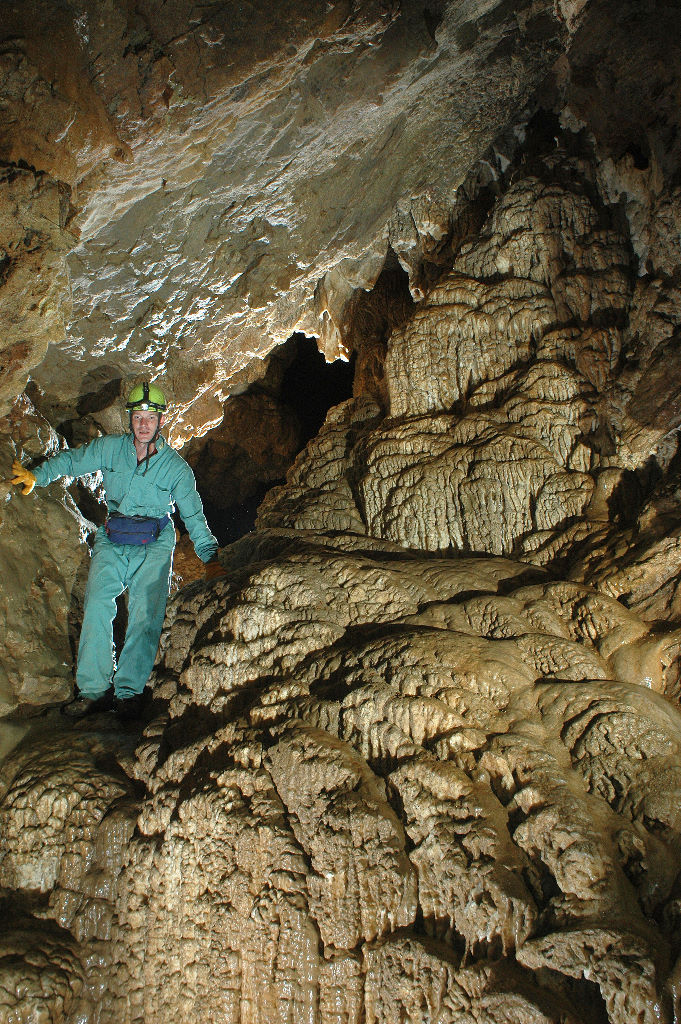
پایین غار در دریاچه هورن که ورود عموم به آن آزاد است.

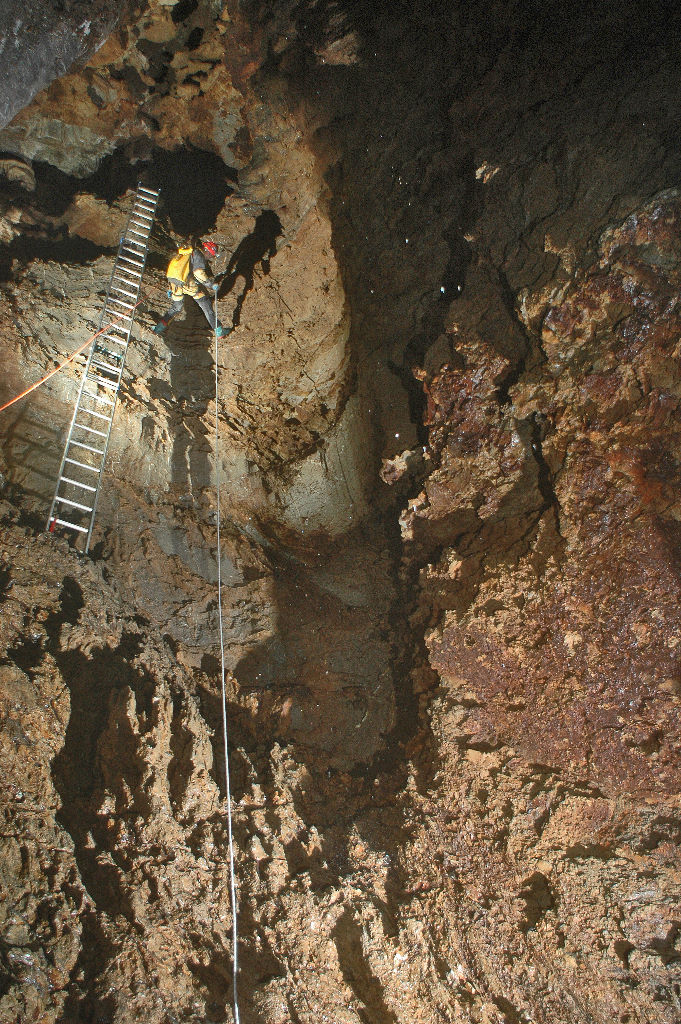
یک صخره عمودی در غار ریوربند در دریاچه هورن بخشی از برنامه یک تور غارنوردی

پارک استانی غارهای دریاچه هورن (انگلیسی: Horne Lake Caves Provincial Park) یک پارک استانی است که در جزیره ونکوور در بریتیش کلمبیای کانادا واقع شده‌است. کاربرد اصلی این پارک حفاظت و مدیریت و همچنین استفاده‌های تفریحی از چندین مجموعه غار است که به عنوان غارهای دریاچه هورن شناخته شده‌اند.

## تاریخچه
اگر چه بی‌تردید این غارها برای بومی‌های اولیه کانادا شناخته شده بوده اما اولین گزارش زمین‌شناسی از دریاچه هورن در سال ۱۹۱۲ منتشر شد. دو غاری که به عنوان اصلی و دومین غار شناخته شده‌اند در سال ۱۹۳۹ به عموم معرفی شدند. در سال ۱۹۴۱ بزرگترین غار ریوربند کشف شد و از سال ۱۹۴۵ هدف محبوب توریستی شد. در سال ۱۹۵۷ استان ۲۹ هکتار از اطراف غارهای دریاچه هورن را تخت حفاظت قرار داد که تا آن زمان بسیاری از غارسنگهای آن از بین رفته بود.
این پارک در سال ۱۹۷۱ به درخواست گروه‌های غارنوردی عمومی که نگران امکان آسیب‌های احتمالی غارها و کریستال‌های شکننده آن‌ها بودند در جزیره ونکوور تأسیس شد.

## موقعیت
پارک استانی غارهای دریاچه هورن با ۱۵۸ هکتار مساحت در حدود ۶۰ کیلومتری شمال نانایمو و ۲۶ کیلومتری غرب کوالیکوم و ۱۲ کیلومتری از خروجی دریاچه هورن از بزرگراه ۱۹ واقع شده‌است.
نقشه از بزرگراه به سمت غارهای دریاچه هورن